# São João dos Angolares
São João dos Angolares é uma cidade e a capital do distrito de Caué, em São Tomé e Príncipe. Sua população era estimada em 6.636 habitantes em 2005.

## História
A localidade foi, entre os anos de 1595 e 1596, o epicentro da revolta dos Angolares bem como a capital de facto do Reino dos Angolares, sendo o centro de governo do rei Amador Vieira.

## Cidades próximas
- Neves, nordoeste
- Santana, norte

## Transportação
- Rua Neves-São João dos Angolares
- Rua São João dos Angolares-São Tomé